# Síntese de Wöhler
Síntese de Wöhler é uma reação endotérmica de produção da ureia a partir do cianato de amônio. Essa reação foi descrita pela primeira vez por Friedrich Wöhler em 1828. Muitas vezes, a Síntese de Wöhler é citada como o marco inicial da química orgânica moderna.
Apesar de que a reação em si trata da transformação do cianato de amônio, esse sal é apenas um componente intermediário (e instável) de um processo maior. Em sua publicação original, Wöhler demonstrou a reação com diferentes conjuntos de reagentes: uma combinação de ácido ciânico com amônia, uma combinação de cianato de prata com cloreto de amônio, uma combinação de cianato de chumbo com amônia e, finalmente, uma combinação de cianato de mercúrio e cianato de amônia. 

## Versões modificadas da Síntese de Wöhler
A reação pode ser demonstrada utilizando soluções de cianato de potássio e cloreto de amônio, que devem ser misturados, aquecidos e resfriados. Um novo indício da ocorrência da reação pode ser obtido adicionando uma solução de ácido oxálico, que forma oxalato de ureia como um precipitado branco. 
De outra maneira, a reação pode ser provocada com cianato de chumbo e amônia. Essa reação é uma metátese, que forma cianato de amônio:
Pb(OCN)2 + 2 NH3 + 2 H2O → Pb(OH)2 + 2NH4(OCN)
O cianato de amônio se decompõe em amônia e ácido ciânico, que reagem entre si para produzir a ureia.
NH4(OCN) → NH3 + HOCN ⇌ (NH2)2CO

## Debate
Artigo principal: Teoria da Força Vital
Existem discussões que argumentam a relevância histórica da Síntese de Wöhler para a queda do vitalismo, teoria que afirma que os compostos orgânicos são produzidos somente através de uma força vital, exclusiva dos seres vivos. Anteriormente ao trabalho de Wöhler, outros pesquisadores como John Dalton e Jöns Jacob Berzelius já haviam escrito teorias mais robustas defendendo que os compostos orgânicos e inorgânicos fazem parte de uma mesma Química e obedecem às mesmas leis. Uma nova síntese orgânica a partir de compostos inorgânicos só foi publicada em 1845, por Hermann Kolbe (conversão de dissulfeto de carbono para ácido acético). Foi neste ponto em que o vitalismo perdeu mais popularidade. Além disso, diferentemente da redação de alguns livros didáticos, Friedrich Wöhler não foi um grande ativista contra o vitalismo, apesar de seu importante trabalho. 